# Партон (частица)
Парто́н (от англ. part «часть») — точечноподобная составляющая адронов, проявляющаяся в экспериментах по глубоко неупругому рассеянию адронов на лептонах и других адронах.
Партонная модель была предложена Ричардом Фейнманом в 1969 году для анализа столкновения протонов при высоких энергиях. Партонная модель позволила объяснить результаты глубоко неупругого рассеяния электронов на протонах. После экспериментального обнаружения скейлинга Бьёркена, подтверждения кварковой модели и асимптотической свободы в квантовой хромодинамике, партоны были отождествлены с кварками, антикварками и глюонами, составляющими адроны. Партонная модель является хорошим приближением для взаимодействий адронов при высоких энергиях.

### Функции распределения партонов
- CTEQ Collaboration, S. Kretzer et al., «CTEQ6 Parton Distributions with Heavy Quark Mass Effects», Phys. Rev. D69, 114005 (2004). Архивная копия от 1 октября 2021 на Wayback Machine
- M. Glück, E. Reya, A. Vogt, «Dynamical Parton Distributions Revisited», Eur. Phys. J. C5, 461—470 (1998). Архивная копия от 29 июля 2021 на Wayback Machine
- A. D. Martin et al., «Parton distributions incorporating QED contributions», Eur. Phys. J. C39, 155 161 (2005).
- X. Ji, «Generalized Parton Distributions», Annu. Rev. Nucl. Part. Sci. 54, 413-50 (2004).
- Нажегу В. Х. От нейтрино до атома